# サウサリート
サウサリート（英: Sausalito）は、アメリカ合衆国カリフォルニア州のマリン郡にある都市。サンフランシスコ湾内にある。昔は小規模な漁村だったが、現在は観光地であり富裕層住宅地である。海岸沿いの斜面に邸宅が点在している。

## 地理
サンフランシスコの北に位置し、東側は海、西側は丘陵。サンフランシスコからはゴールデン・ゲート・ブリッジを渡れば直ぐである。

## 命名
1775年にスペイン人が到達する。当時、海岸線沿いに柳の木が茂っていたことから、スペイン語で「小さな柳の茂み」を意味する「サウサリート」と名付けられる。

## 姉妹都市
- 香川県坂出市 - ゴールデンゲートブリッジと瀬戸大橋が姉妹橋であり、両橋に対する立地条件が似ていたことから坂出市とサウサリート市も姉妹関係を結び、姉妹都市となった。